# Morimospasma granulatum
Morimospasma granulatum är en skalbaggsart som beskrevs av Fernando Chiang 1981. Morimospasma granulatum ingår i släktet Morimospasma och familjen långhorningar. Inga underarter finns listade i Catalogue of Life.